# Spaniophlebia
Spaniophlebia is een geslacht van haften (Ephemeroptera) uit de familie Oligoneuriidae.

## Soorten
Het geslacht Spaniophlebia omvat de volgende soorten:
- Spaniophlebia assimilis
- Spaniophlebia escomeli
- Spaniophlebia trailiae